# Сильвестро Вальєро
Сильвестро Вальєро або Вальєро (італ. Silvestro Valier) — 109-й венеційський дож.

## Біографія
Належав до старовинного патриціанського роду. Вальєро єдиний син Бертучіо, дожа Республіки з 1656 по 1658 роки, та Бенедетти Пізані з гілки Гарцоні. 8 серпня 1649 року в церкві Санта-Марія-Формоза одружився з Єлізабеттою Кверіні з гілки Стампалія, за якою він отримав посаг у 45 тис. дукатів. Його брат Массіво і сестра Б'янка померли у молодому віці, завдяки чому отримав у спадок увесь родинний статок.
Згідно хроніками, не виділявся якимись особливими якостями, якщо не брати до уваги статну зовнішність і добре поставлену мову. Тому політичну кар'єру зробив на дипломатичній ниві, де ці якості могли бути оцінені оточуючими. Ніколи не відмовляв собі в задоволеннях, але при цьому не був скупим і допомагав бідним, за що був дуже популярний в народі.
1 серпня 1649 року його було призначено вищим прокуратором Святого Марка завдяки витратам у 25 тис. дукатів. Того ж року стає депозитарієм (очільником) Банко-дель-Джиро, 1650 року — проведитором з нагляду за феодами. 
1654 року стає проведитором за необробленими плодами, у 1654—1655 роках — проведитором за муніципальними благами, у 1656 році — членом колегії мудрих з торгівлі. 1660 року знову 6 місяців перебував у колегії мудрих з торгівлі. У 1662 році він приєднався до реформаторів (наглядачів) Падуанського університету, посаду, яку він обіймав ще п'ять разів між 1668 і 1683 роками. 1666 року від імені Республіки зустрів іспанську інфанту Маргариту Терезу. 1668 року призначається екзекутором (виконавцем) з питань богохульства, потім у тому ж році — проведитором з нагляду за жіночими монастирями, 1669 року — проведитором артилерії. За цим 1669 року увійшов до посольства до папи римського Климента IX.
1670 року увійшов до посольств до папи римського Климента X, Інокентія XI. 1677 року призначається проведитором з морського ополчення, 1678 року — езекутором (виконавцем) з питань єресей, 1679 року — проведитором з фортець, 1680 року — проведитором з нагляду за десятиною духовенства та інквізитором Арсеналу, 1682 року — виконавцем зпитань богохульства, 1683 року вдруге виконавцем з питань єресей.  
1689 року призначається до посольства до папи римського Олександра VIII, а 1691 року — Інокентія XII , але всі з яких були скасовані на прохання самих понтифіків. Проте Олександр VIII призначив його повіреним у шлюбі між своєю небогою Корнелією Дзено Оттобоні та князем Урбано Барберіні. 

### Правління
Після смерті Франческо Морозіні в Венеції не було людини, яку можна було б порівняти з ним по авторитету в питаннях війни і економіки. Уже багато років Венеція вела виснажливу війну, яка спустошувала казну і забирала багато сил. Тому новим дожем вибрали людину з представницькою зовнішністю, але без надмірних амбіцій. Сильвестро Вальєро став дожем 25 лютого 1694 року, після чого відразу ж організував в місті урочисті заходи для всіх соціальних верств. 4 березня коронував свою дружину дожаресою.
Під час його правління тривала війна з турками зі змінним успіхом: спочатку вдалося захопити Хіоса, але вже у 1695 році у подвійній морській битві біля островів Ойнусс венеційці зазнали поразки й відступили з Хіосу; було відбито османський напад на Морею, а спроби у 1696—1698 роках захопити острови Андрос, Лемнос і Самофракію виявилися невдалими. У січні 1699 року за Карловицьким миром за Венецією були закріплені Пелопоннес, усі Іонічні острови, Егіна, Далмація, але Венеція залишилася незадоволена, бо вважала, що це не покриє понесених за війну витрат. 
Надалі дож поринув у вирішенні родинних справ. Він помер 7 липня 1700 року від лихоманки, болю в щоці та падіння. Його було поховано разом зі своєю дружиною і своїм батьком у розкішному склепі (зведено між 1705 і 1708 роками), виконаному в стилі «бароко», в Базиліці святого Іоанна і Павла. Оскільки його син Бертучіо помер малолітнім, то спадкомєцем став родич за жіночою лінією Сільвестро Бембо з гілки Ріва де Б'язіо.

## Галерея

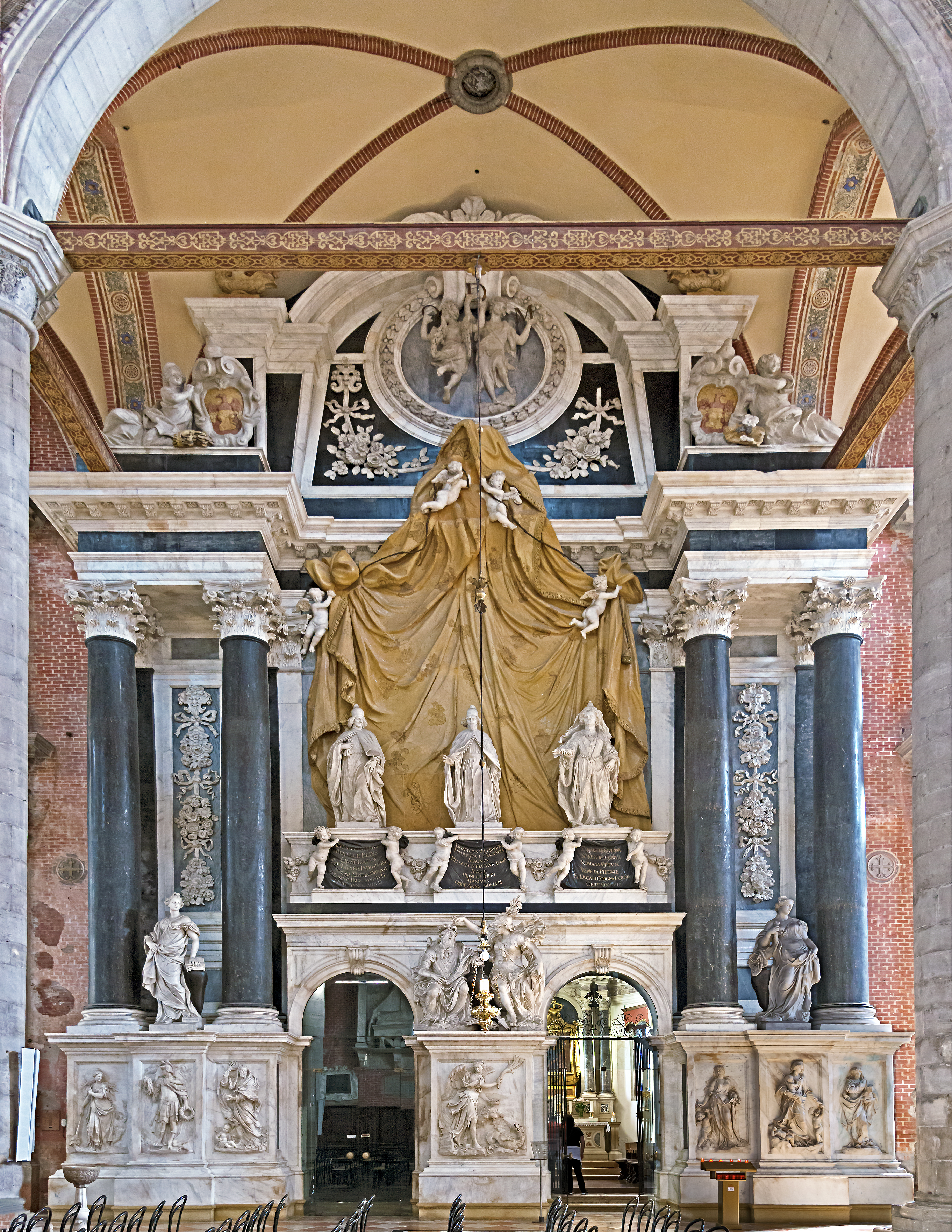
Надгробний пам'ятник сімейства Вальєро.
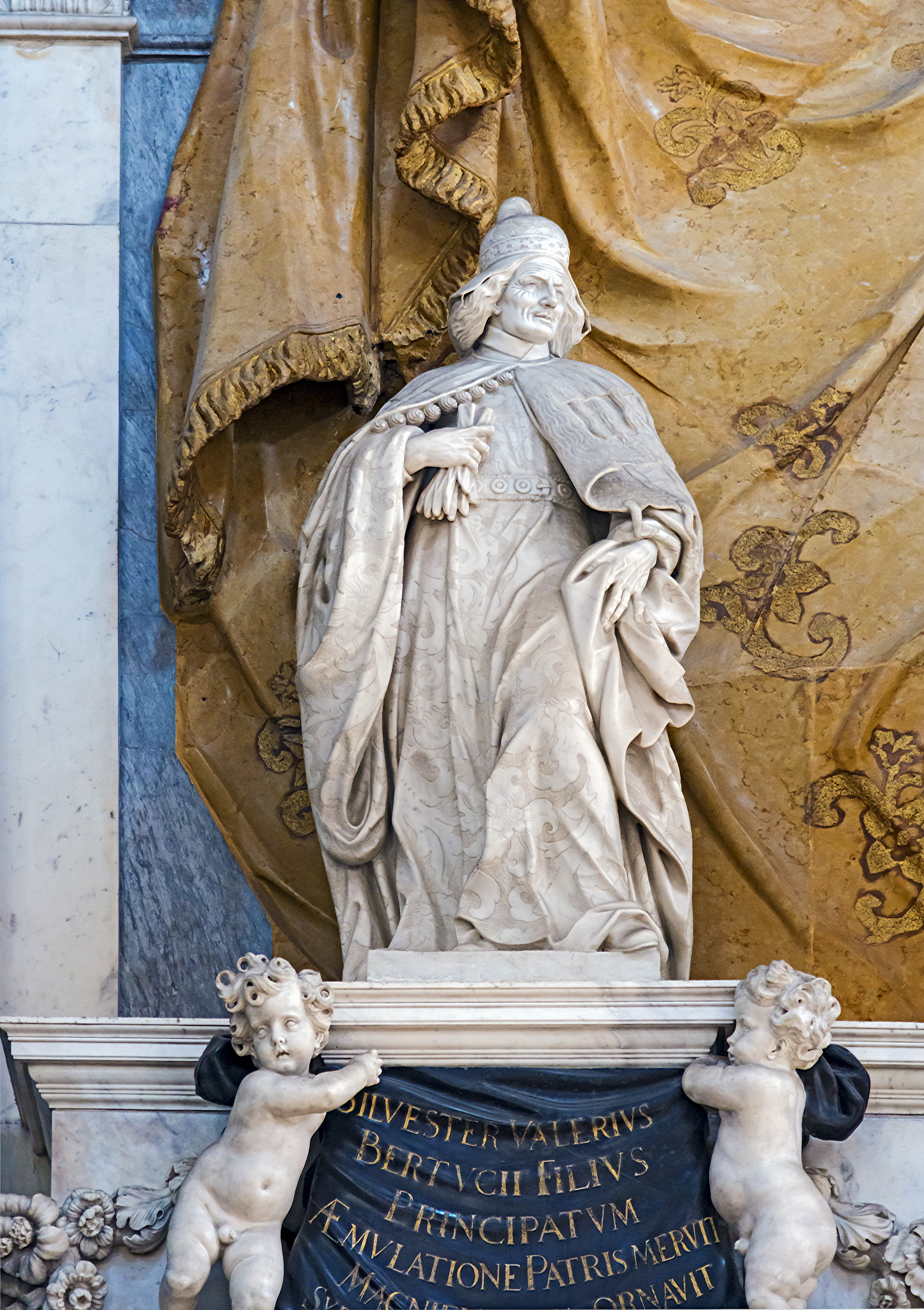
Статуя дожа Сильвестро Вальєро.